# Ochtenderectie
Een ochtenderectie is het spontaan stijf zijn van de menselijke penis, 's morgens bij het ontwaken. Deze erectie komt niet enkel in de ochtend voor, maar meerdere keren tijdens het slapen, voornamelijk tijdens de remslaap. De ochtenderectie komt voor bij de meeste mannen zonder fysieke erectiestoornis.
Het bestaan van de ochtenderectie wordt gebruikt om te bepalen of een erectiestoornis van fysieke of psychische aard is. De patiënt krijgt een elastisch apparaat om zijn penis dat tijdens de slaap de omvang van de penis meet en deze doorgeeft aan een computer om later te analyseren. Als er een nachtelijke erectie wordt waargenomen, wordt aangenomen dat de erectiestoornis van psychische aard is. Een eenvoudige variant gebruikt een stukje papier met perforatie, bijvoorbeeld het witte randje van een vel postzegels, de 'postzegelmethode'.

## Verklaringen
De oorzaak van de ochtenderectie is volgens sommige onderzoekers niet met zekerheid vastgesteld. Bancroft heeft als hypothese dat de noradrenalineneuronen in de locus caeruleus remmend zijn voor een erectie en dat stoppen van hun activiteit tijdens de remslaap testosteron-gerelateerde prikkelingen zich manifesteren als ochtenderectie.
Andere onderzoeken geven een verklaring waarmee de oorzaak wel bekend is: de aanmaak van voornoemde neurotransmitter noradrenaline wordt gedurende de nacht juist enkele malen enige tijd gestaakt zodat de bloedvaten in de penis zich verwijden en eventuele stikstofopbouw in de weefsels van de penis sneller kan worden afgevoerd. Daarnaast neemt hierdoor de zuurstoftoevoer tot zes keer toe. Hierdoor kan – omdat de nominale toevoer gedurende de hele dag niet zou voldoen – ook het eventuele weefselherstel plaatsvinden.

Omdat de plasfunctie door de erectie geblokkeerd wordt zou dit vóór het ontwaken – wanneer men een volle urineblaas heeft – ook voortijdig urineverlies tot na het volledig ontwaken voorkomen. Ook zou dan plasaandrang gedurende de nacht en dus aan het einde van slaap de erectie kunnen opwekken, zodat men hierdoor gewekt wordt om te gaan plassen. Deze verklaring wordt echter in twijfel getrokken, omdat hier andere mechanismen voor (zouden) zijn.